# Cerkev Vstalega Odrešenika, Senovo
Cerkev Vstalega Odrešenika na Senovem je župnijska cerkev Župnije Senovo. Je edina modernistična cerkev v Posavju in poleg pokopališke kapele sv. Janeza Krstnika na bližnjem Dovškem in pokopališke kapele Božjega usmiljenja v Leskovcu pri Krškem eno izmed treh tovrstnih svetišč v Posavju.

## Zgodovina
1. januarja 1964 je bila ustanovljena Župnija Senovo, ki se je izločila iz Župnije Brestanica in v manjšem delu iz Župnije Koprivnica, dotedanji brestaniški kaplan Janez Nanut pa je bil imenovan za župnijskega upravitelja nove župnije. Župnijska cerkev je postala senovška cerkev sv. Janeza Krstnika. Ta je stala pred Osnovno šolo XIV. divizije Senovo, kjer je danes Trg XIV. divizije. Ker je župnija v tedanjem času imela 2700 vernikov, je bila župnijska cerkev premajhna, zaradi česar so k cerkvi dozidali prizidek, hkrati pa razmišljali o obsežnejši razširitvi. Zaradi proticerkveno nastrojene komunistične oblasti je bilo kljub večkratnim poizkusom nemogoče dobiti gradbeno dovoljenje od Občine Krško, hkrati pa je lokalne oblastnike motila tudi lokacija cerkve tik pred šolo. Zato so Nanutu dali naslednjo ponudbo: »Če podereš staro cerkev izpred šole, smo ti pripravljeni urediti vsa dovoljenja na novi lokaciji.« S tem je ideja o novi cerkvi zaživela.
Zemljišče nove cerkve je bilo tedaj bolj močvirnato in se je nahajalo ob rudniški ozkotirni železnici Senovo–Brestanica. Njen lastnik je bil senovški gostilničar Miha Senica, ki je na prodajo pristal. Nanut je cerkev najprej mislil posvetiti svetemu Jožefu, vendar je nekoč po prihodu iz duhovnih vaj naznanil, da bo posvečena Vstalemu Odrešeniku (Kristusovemu vstajenju). Lokalna oblast je hkrati naredila vse, da bi preprečila gradnjo že v štartu, težave pa so nastale tudi zaradi zahteve Škofije Maribor, da se pred začetkom gradnje izdela podrobna finančna konstrukcija, vendar je Nanut vse priskrbel v ustreznem času. V tistem času je skupaj z duhovnikom Martinom Paničen iz Župnije Sv. Peter pod Svetimi gorami vodil župnijske misijone po vsej Sloveniji in tudi po tej poti zbiral denar za gradnjo. Med dobrotniki je bil tudi italijanski nuncij, nadškof Giovanni Moretti, katerega mati je izhajala iz senovške župnije.
Načrte za zgradbo je naredil arhitekt Janez Fürst. Temeljni kamen je 15. oktobra 1972 blagoslovil mariborski pomožni škof Vekoslav Grmič. Slaba tri leta zatem je bila zgradba toliko dokončana, da je bila primerna za bogoslužje, zato jo je mariborski škof Maksimilijan Držečnik 15. junija 1975 blagoslovil. Ob prvi maši je Nanut vzkliklnil: »Kristus, zmagal si, cerkev stoji!« Ob izgradnji nove cerkve je bila stara župnijska cerkev sv. Janeza Krstnika porušena. Leta 1993 je bila na pokopališču v Dovškem zgrajena kapela sv. Janeza Krstnika, katere patrocinij je bil izbran v spomin na nekdanjo župnijsko cerkev. Dvajset let po izgradnji cerkve, 21. maja 1995, je mariborski škof Franc Kramberger cerkev posvetil in blagoslovil nove orgle, ki jih je izdelala Škofijska orglarska delavnica.

## Arhitektura
Cerkev je skoraj kvadratnega tlorisa z masivno streho, ki se spušča proti prezbiteriju. Betonski zvonik je samostoječ in je v obliki stolpa nad rudniškim jaškom Zaklo, zasnovan v tej obliki z namenom ohranjanja rudniške tradicije kraja. Notranjost vsebuje umetniška dela akademskega slikarja Leona Koporca: Vstali Kristus, Križev pot in Marijino vnebovzetje.